# Reussicythere
Reussicythere is een geslacht van kreeftachtigen uit de klasse van de Ostracoda (mosselkreeftjes).

## Soorten
- Reussicythere howei Bold, 1977
- Reussicythere piaseckii Blaszyk, 1987 †
- Reussicythere reussi (Brady, 1869) Bold, 1966